# Dryophytes avivoca
Dryophytes avivoca es una especie de anfibio anuro de la familia Hylidae. Es endémica del sudeste de Estados Unidos. Habita en zonas pantanosas arboladas en las cercanías de arroyos y ríos. Se reproduce en charcas dentro de las zonas pantanosas que habita. En ellas pone sus huevos y sus renacuajos se desarrollan.
La rana adulta macho mide 3.8 cm de largo y la hembra 5.3 cm.  Es gris y verde en color con una mancha blanca debajo de cada ojo.
Su nombre avivoca singifica voz como pájaro.